# Renealmia aromatica
Renealmia aromatica là một loài thực vật có hoa trong họ Gừng. Loài này được (Aubl.) Griseb. miêu tả khoa học đầu tiên năm 1864.